# The Black List (sondage)
Pour les articles homonymes, voir Blacklist.
The Black List d'Hollywood est un sondage annuel, créé en 2005 par Franklin Leonard, qui travaille depuis 2012 pour Overbrook Entertainment, la société fondée par Will Smith et James Lassiter,.
La liste recense les scénarios les plus appréciés mais pas encore produits par un studio. Les créateurs insistent sur le fait que la liste indique les scénarios les plus aimés et non les meilleurs. Le sondage est effectué auprès de centaines de cadres ou producteurs de l'industrie (les Studio Executive (en)), qui votent pour leurs dix scripts non-produits préférés de l'année ; la liste retient ceux qui sont mentionnés le plus souvent. The Black List a permis de faire décoller la carrière de plusieurs scénaristes (souvent à partir de scripts spéculatifs), même si la majorité des scénarios furent achetés par des studios mais en attente de production[pas clair]. 
Depuis 2012, il existe une base de données, qui permet d'avoir une évaluation tout au long de l'année. Un scénariste doit payer 25 $ par mois pour que son scénario figure dans la base de données et avoir ainsi une chance d'être repéré. Si la consultation des Black List est gratuite, la base de données n'est visible que par les professionnels. 
En 2017, les films de la Black List totalisent 264 nominations aux Oscars, 48 victoires, dont 4 meilleurs films.

## Liste de films dont le scénario a été inscrit surThe Black List
L'intégralité de la base de données des films issus de The Black List est accessible ici. Au moins 328 films ont été produits parmi les 1067 scénarios publiés.
- (500) jours ensemble
- 47 Ronin
- 50/50
- Abraham Lincoln, chasseur de vampires
- American Bluff
- Appelez-moi Dave
- Argo
- Assassinat d'un président
- Bad Teacher
- Before I Fall
- Bienvenue à Zombieland
- Big Eyes
- Blanche-Neige et le Chasseur
- Blood Diamond
- Broken City
- Burn After Reading
- Butter
- Charlie Countryman
- Cher John
- Chronicle
- Comancheria
- Comment tuer son boss ?
- Crazy, Stupid, Love.
- Dans l'ombre de Mary
- De l'eau pour les éléphants
- Deux Sœurs pour un roi
- Django Unchained
- Doute
- Dracula Untold
- Détention secrète
- Edge of Tomorrow
- Enfant 44
- Equalizer
- Fanboys
- Flower
- Foxcatcher
- Frost/Nixon
- Gangster Squad
- Grace de Monaco
- Hanna
- Hitchcock
- Hunger Games
- I Am Mother
- Imitation Game
- In the Air
- Inglourious Basterds
- Invictus
- Jane Got a Gun
- Jeux de pouvoir
- John Wick
- Joyeuses Funérailles
- Juno
- L'Affaire Rachel Singer
- LBJ
- L'Échange
- La Guerre selon Charlie Wilson
- La Route
- Le Choc des Titans
- Le Complexe du castor
- Le Dernier Jour de ma vie
- Le Dernier Rempart
- Le Discours d'un roi
- Le Fondateur
- Le Juge
- Le Livre d'Eli
- Le Loup de Wall Street
- Le Majordome
- Le Monde fantastique d'Oz
- Le Pari
- Le Prestige
- Le Secret de Peacock
- Les Cerfs-volants de Kaboul
- Les Marches du pouvoir
- Les Recettes du bonheur
- Little Miss Sunshine
- Looper
- Margin Call
- Morgane
- Nos souvenirs brûlés
- Nos souvenirs
- Nos étoiles contraires
- Nowhere Boy
- Oxygène
- Passengers
- Prisoners
- Recount
- Restless
- Salt
- Scott Pilgrim
- Scream Girl
- Selma
- Sept psychopathes
- Sept vies
- Serena
- Sex Tape
- Sherlock Holmes
- Si je reste
- Sleeping Beauty
- Slumdog Millionaire
- Spotlight
- Stardust, le mystère de l'étoile
- Stoker
- SuperGrave
- Sécurité rapprochée
- The Descendants
- The Impossible
- The Oranges
- The Queen
- The Social Network
- The Spectacular Now
- The Town
- The Voices
- The Wrestler
- There Will Be Blood
- Transcendance
- Un Anglais à New York
- Un cœur invaincu
- Under the Skin
- Une femme en jeu
- Une fiancée pas comme les autres
- Very Bad Trip
- Walkyrie
- Wall Street : L'argent ne dort jamais
- Wanted : Choisis ton destin
- World War Z
- X-Men Origins: Wolverine
- Zodiac